# Хотјовице
Хотјовице (чеш. Choťovice) је насељено мјесто са административним статусом сеоске општине (чеш. obec) у округу Колин, у Средњочешком крају, Чешка Република.

## Становништво
Према подацима о броју становника из 2014. године насеље је имало 198 становника.